# Cole Hauser
Cole Kenneth Hauser (Santa Bárbara, California, 22 de marzo de 1975) es un actor de cine y televisión estadounidense.
Hauser debutó en cines con la película School Ties (1992) y es conocido por sus papeles cinematográficos en Higher Learning (1995), Dazed and Confused (1993), Good Will Hunting (1997), Pitch Black (2000), Tigerland (2000), Hart's War (2002), Tears of the Sun (2003), 2 Fast 2 Furious (2003), The Cave (2005), The Break-Up (2006), A Good Day to Die Hard (2013), Olympus Has Fallen (2013) y Transcendence (2014) y por protagonizar el papel de Rip Wheeler en la serie dramática de western Yellowstone (2018-2024). 

## Biografía
Hauser nació en Santa Bárbara, California. Hijo de Cass Warner, fundadora de la productora cinematográfica Warner Sisters, y del actor y director Wings Hauser. Su abuelo paterno fue el guionista ganador de un Oscar Dwight Hauser. Uno de los bisabuelos maternos de Cole era el magnate del cine Harry Warner, socio fundador de Warner Bros., y su abuelo materno era Milton Sperling, guionista de Hollywood y productor de cine independiente. La abuela materna de Hauser, Betty Mae Warner, pintora, escultora, activista política y galerista, estuvo casada con Stanley Sheinbaum, activista político, economista, filántropo y ex comisario del Departamento de Policía de Los Ángeles.Hauser es descendiente de alemanes e irlandeses por parte de padre y judíos por parte de madre.
Los padres de Hauser se divorciaron en 1977, cuando él tenía dos años. Según él, cuando tenía unos quince años, conoció a su padre tras los años de separación. Su padre le acogió durante un año y le enseñó a hacer audiciones. Antes de eso, su madre había trasladado a Hauser y a su hermanastro y hermanas de Santa Bárbara a Oregón, a Florida y luego de vuelta a Santa Bárbara en un lapso de 12 años. En aquella época, participaba mucho en deportes, pero estudiaba a medias. Fue admitido en el círculo de preseleccionados de un campamento de verano para talentos en Nueva Inglaterra, y luego ganó el papel protagonista de la obra de teatro titulada Dark of the Moon, que le valió ovaciones de pie por su actuación. A los 16 años decidió dejar el instituto para intentar dedicarse a la interpretación.

## Trayectoria
Hauser debutó en el cine en School Ties (1992), protagonizada por muchos actores jóvenes y prometedores como Brendan Fraser, Matt Damon, Chris O'Donnell y Ben Affleck.
Posteriormente le llegó un papel en la película de Richard Linklater Dazed and Confused, también protagonizada por Affleck. En 1995, Hauser interpretó el papel del líder de los cabezas rapadas neonazis del campus en la película de John Singleton Higher Learning.  Más tarde, Hauser volvería a formar equipo con Affleck y Damon cuando aparecieron juntos en El indomable Will Hunting (1997). En 2000 interpretó a William J. Johns en Pitch Black y puso voz al personaje en la precuela del videojuego.
En 2002, interpretó a un prisionero de guerra racista estadounidense en La guerra de Hart con Bruce Willis y Colin Farrell. Luego, en 2003, interpretó a un Navy SEAL en Tears of the Sun junto a Bruce Willis. También apareció como jefe de la mafia en 2 Fast 2 Furious. Desde entonces ha tenido varios papeles protagonistas en películas de Hollywood, entre ellas las producidas por Mel Gibson Paparazzi y La caverna.
En 2007, protagonizó junto a Anthony Anderson la serie de FOX K-Ville. La serie fue cancelada tras diez episodios. Ese mismo año, Hauser protagonizó El ángel de piedra, adaptación de una novela de Margaret Laurence. La película participó en varios festivales y tuvo un estreno limitado en los cines canadienses en mayo de 2008. Durante ese mismo año, Cole rodó otras producciones independientes como Like Dandelion Dust, de una novela de Karen Kingsbury, La familia que acecha de Tyler Perry y el CBS piloto de televisión La torre.
Más tarde interpretó al agente de la CIA Mike Collins en A Good Day to Die Hard, al agente especial del Servicio Secreto Roma en Olympus Has Falleny al coronel Stevens en Transcendence.
Interpretó a Ethan Kelly en la serie dramática policial Rogue y a Rip Wheeler en la Paramount Network serie dramática del oeste Yellowstone.

## Vida personal

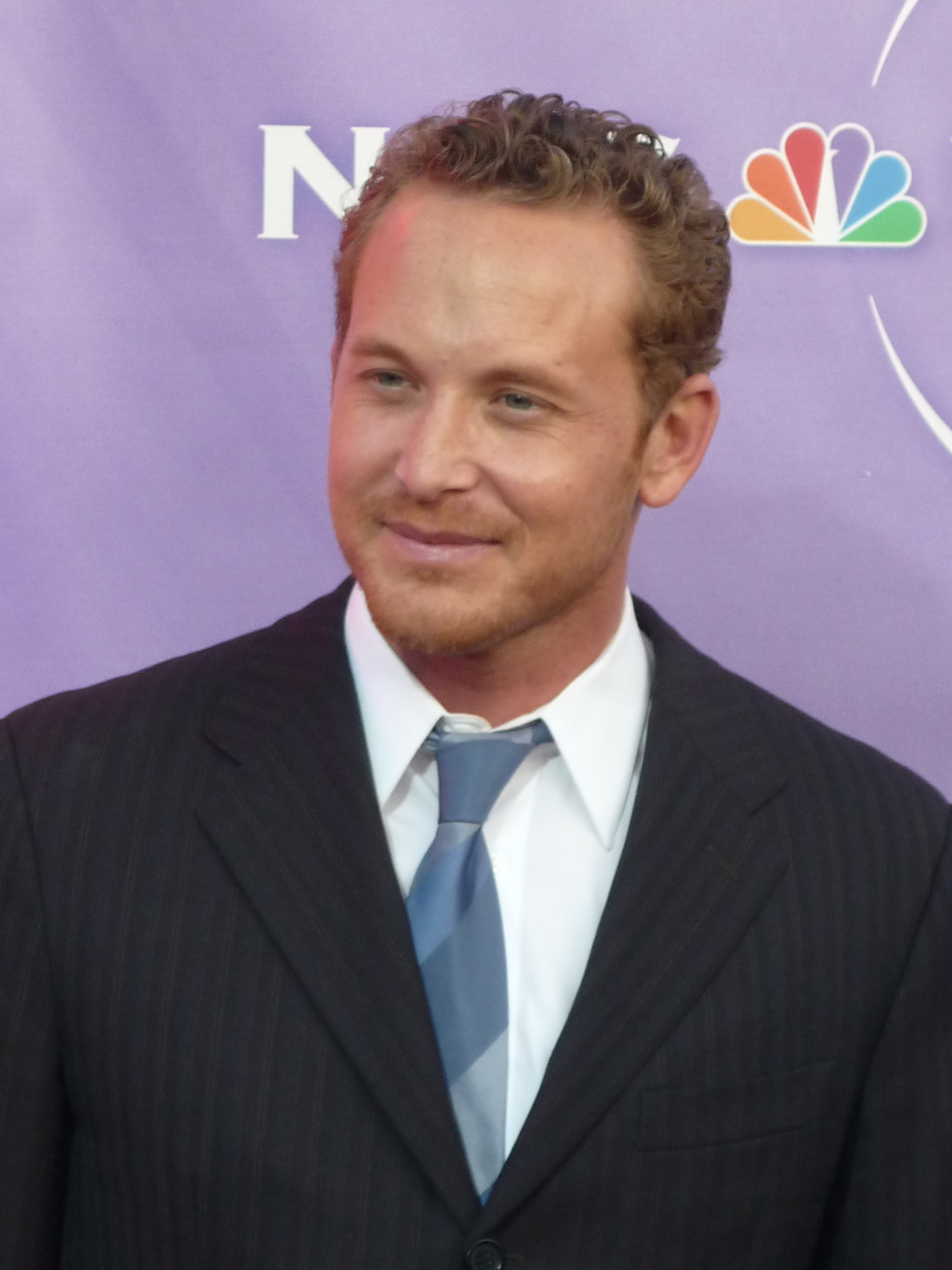
Cole Hauser en 2010.

La esposa de Hauser es la exactriz y fotógrafa Cynthia Daniel. Hauser y Daniel tienen tres hijos: Ryland Hauser, nacida en septiembre de 2004, y Colt Daniel Hauser, nacido el 12 de junio de 2008, y Steely Rose en el 2013.

## Créditos

### Filmografía
| Año  | Película                    | Personaje                           |
| ---- | --------------------------- | ----------------------------------- |
| 1992 | School Ties                 | Jack Connors                        |
| 1993 | Dazed and Confused          | Benny O'Donnell                     |
| 1994 | Skins                       | Tim Murphy                          |
| 1995 | Higher Learning             | Scott Moss                          |
| 1997 | All Over Me                 | Mark                                |
| 1997 | Good Will Hunting           | Billy McBride                       |
| 1998 | Scotch and Milk             | Johnny                              |
| 1998 | Hi-Lo Country               | Little Boy Matson                   |
| 2000 | Pitch Black                 | William J. Johns                    |
| 2000 | A Shot at Glory             | Kelsey O'Brian                      |
| 2000 | Tigerland                   | Sargento Cota                       |
| 2002 | Hart's War                  | Sargento Vic W. Bedford             |
| 2002 | White Oleander              | Ray                                 |
| 2003 | Lágrimas del sol            | James 'Red' Atkins                  |
| 2003 | 2 Fast 2 Furious            | Carter Verone                       |
| 2004 | Paparazzi                   | Bo Laramie                          |
| 2005 | The Cave                    | Jack McAllister                     |
| 2005 | Dirty                       | Teniente                            |
| 2006 | The Break-Up                | Lupus Grobowski                     |
| 2008 | Tortured                    | Kevin                               |
| 2008 | The Family that Preys       | William Cartwright                  |
| 2009 | Like Dandelion Dust         | Jack Campbell                       |
| 2011 | The Hit List                | Allan Campbell                      |
| 2013 | A Good Day to Die Hard      | Mike Collins                        |
| 2013 | Olympus Has Fallen          | Agente Roma del servicio secreto    |
| 2013 | Assassins Run               | Roman                               |
| 2014 | Transcendence               | Coronel Stevens                     |
| 2014 | Jarhead 2: Field of Fire    | Special Operations Senior Chief Fox |
| 2018 | Acts of Violence            | Deklan Mcgregor                     |
| 2019 | Running with the Devil      | El verdugo                          |
| 2020 | The Last Champion           | John Wright                         |
| 2022 | Panama                      | Becker                              |
| 2022 | The Minute You Wake Up Dead | Russ Potter                         |
| 2023 | The Ritual Killer           | Detective Boyd                      |
| 2023 | Dead Man's Hand             | Roy McCutheon                       |

### Series
| Año       | Formato                      | Personaje             |
| --------- | ---------------------------- | --------------------- |
| 1996-1997 | High Incident                | Oficial Randy Willitz |
| 2004      | ER                           | Steve Curtis          |
| 2006      | Damages                      | Jack Shale            |
| 2007-2008 | K-Ville                      | Trevor Cobb           |
| 2008      | The Tower                    | Sean Castleman        |
| 2009      | Washington Field             | SSA Raymond Stone     |
| 2010-2011 | Chase                        | Jimmy Godfrey         |
| 2014-2015 | The Lizzie Borden Chronicles | Charlie Siringo       |
| 2014-2015 | Rogue                        | Ethan Kelly           |
| 2018-2024 | Yellowstone                  | Rip Wheeler           |

## Premios
| Año  | Premio                           | Categoría                                                                                     | Trabajo           | Resultado | Ref(s) |
| ---- | -------------------------------- | --------------------------------------------------------------------------------------------- | ----------------- | --------- | ------ |
| 2001 | Independent Spirit Award         | Mejor actor de reparto masculino                                                              | Tigerland         | Nominado  | [ 11 ] |
| 2003 | Young Hollywood Awards           | Rendimiento destacado – Masculino                                                             | él mismo          | Ganador   | [ 12 ] |
| 2022 | Premios del Sindicato de Actores | Actuación destacada de un conjunto en una serie dramática                                     | Yellowstone       | Nominado  | [ 13 ] |
| 2022 | Faith in Film                    | Mejor actor                                                                                   | The Last Champion | Ganador   | [ 14 ] |
| 2024 | Premios Astra                    | Mejor actor de reparto en una serie dramática de una cadena de televisión abierta o por cable | Yellowstone       | Nominado  | [ 15 ] |